# Ferris (Illinois)
Ferris és una població dels Estats Units a l'estat d'Illinois. Segons el cens del 2000 tenia 168 habitants.

## Demografia
Segons el cens del 2000, Ferris tenia 168 habitants, 69 habitatges, i 44 famílies. La densitat de població era de 33,1 habitants/km².
Dels 69 habitatges en un 27,5% hi vivien nens de menys de 18 anys, en un 58% hi vivien parelles casades, en un 2,9% dones solteres, i en un 34,8% no eren unitats familiars. En el 31,9% dels habitatges hi vivien persones soles el 15,9% de les quals corresponia a persones de 65 anys o més que vivien soles. El nombre mitjà de persones vivint en cada habitatge era de 2,43 i el nombre mitjà de persones que vivien en cada família era de 3,04.
Per edats la població es repartia de la següent manera: un 23,8% tenia menys de 18 anys, un 9,5% entre 18 i 24, un 27,4% entre 25 i 44, un 22,6% de 45 a 60 i un 16,7% 65 anys o més.
L'edat mediana era de 38 anys. Per cada 100 dones de 18 o més anys hi havia 100 homes.
La renda mediana per habitatge era de 41.667 $ i la renda mediana per família de 47.188 $. Els homes tenien una renda mediana de 27.250 $ mentre que les dones 22.188 $. La renda per capita de la població era de 16.341 $. Cap de les famílies i el 2,7% de la població estaven per davall del llindar de pobresa.

## Poblacions més properes
El següent diagrama mostra les poblacions més properes.